# Estrella Roja de Danlí
El Club Deportivo Estrella Roja de Danlí es un club de fútbol hondureño, con sede en la ciudad de Danlí, El Paraíso. Fue fundado en 1984 por Salvador Ávila y actualmente participa de la Liga de Ascenso de Honduras.

## Historia
En 2016 después de muchos años de luchar por el ascenso, el Estrella Roja de Araulí, en Danlí, por fin logró el ansiado ascenso a la segunda división, al vencer en la final interregional centro sur oriente al Gremio de Goascorán. El equipo danlidense derrotó en el partido de vuelta, jugado en el Estadio Marcelo Tinoco, 3-1 al Gremio que dirige el experimentado entrenador Dennis Marlon Allen, y que llegó con la ventaja de haber ganado 2-1 el encuentro de ida, jugado en el estadio Elías Nazar de Nacaome.
Al imponerse 3-1 en el juego de vuelta, Estrella Roja ganó la gran final con un marcador global de 4-3, resultado con el que se coronó campeón interregional de la zona centro sur oriente y ascendió a segunda división.
Tras muchos años de estar luchando por el ascenso, el representante de la aldea de Araulí, municipio de Danlí, será también el único representante del departamento de El Paraíso en Liga de Ascenso de Segunda División Profesional.
El 29 de marzo de 2017 da la sorpresa en la Copa Presidente eliminando en el Estadio Marcelo Tinoco al "Rey de Copas" Olimpia en la tanda de penales y avanzando a semifinales. El partido finalizó 0-0 y se decidió en los penales 4-3, la gran figura del partido fue el arquero Aldo Posas. El penal de la victoria lo anotó Gerson Ruiz justo en el día de su cumpleaños.

## Estadio
Estrella Roja juega en el Estadio Marcelo Tinoco. El estadio recibe el nombre del futbolista hondureño Marcelo Tinoco que jugaba de guardameta.
Marcelo era de estatura mediana, 1.66 m y 150 libras de peso, pero cuando estaba bajo el marco defendiendo los colores del equipo de sus amores era un gigante. Con un estilo suicida que salía a barrérsele a los pies de los delanteros contrarios, hacía que la emoción se desbordara en los aficionados.
Marcelo se convirtió en el ídolo del fútbol para los niños y jóvenes de los años 60, muchos niños lo rodeaban antes de cada partido y ya luego cuando el partido iniciaba, se ubicaban detrás del marco donde él estaba.
Esto y más fue el gran Marcelo Tinoco. Su estilo de juego valiente y suicida lo llevó a la muerte. Sucedió en un partido entre Danlí vs. Colinas, al lanzarse a los pies de un delantero en el momento que éste pateaba al marco el balón. Portero y delantero rodaron por la gramilla, pero Marcelo tuvo golpes internos. Murió el miércoles 10 de julio de 1968.

## Datos del club
- Temporadas en Liga Nacional: 0
- Temporadas en Liga de Ascenso: 9 (2016-Act)
- Temporadas en Liga Mayor: 32 (1984-2016)
- Estadio: Estadio Marcelo Tinoco
- Títulos de Liga de Ascenso: 0
- Fecha de fundación: 1984

## Palmarés

### Títulos nacionales
- Liga Mayor de Fútbol de Honduras: 1

2016

## Uniforme
- Uniforme titular: Camiseta roja, pantalón rojo, medias rojas.
- Uniforme alternativo: Camiseta negra, pantalón negro, medias negras.

### Indumentaria y Patrocinadores
| Período         | Proveedor |
| --------------- | --------- |
| 2024 - Presente | Huriver   |

| Período         | Patrocinador                                   |
| --------------- | ---------------------------------------------- |
| 2024 - Presente | Inmobiliaria y Constructora INMAER Hacienda BF |

## Escudo
El escudo consta en una forma de púa hacia abajo, con picos arriba, una franja azul con la leyenda Estrella Roja y lineas rojas y blancas en la parte baja.

## Afición
Debido a que en la ciudad de Danlí el fútbol es muy popular, el club tiene una afición amplia que lo apoya en todos los partidos.